# Shinkichi Kikuchi
Shinkichi Kikuchi (Tono, 12. travnja 1967.) japanski je nogometaš.

## Klupska karijera
Igrao je za Tokyo Verdy i Kawasaki Frontale.

## Reprezentativna karijera
Za japansku reprezentaciju igrao je od 1994. do 1995. godine. Odigrao je 7 utakmice.
S japanskom reprezentacijom Shinkichi Kikuchi je igrao na Kupa konfederacija 1995.

## Statistika
| Japan  | Japan | Japan |
| Godina | Nast. | Gol.  |
| ------ | ----- | ----- |
| 1994.  | 5     | 0     |
| 1995.  | 2     | 0     |
| Ukupno | 7     | 0     |

## Vanjske poveznice
- National Football Teams
- Japan National Football Team Database